# Bas Eefting
Bas Eefting (Stadskanaal, 16 mei 1982) is een Nederlandse atleet, die is gespecialiseerd in de middellange afstand. Hij is meervoudig Nederlands indoorkampioen op de 1500 m.

## Biografie
Eefting begon als pupil met atletiek bij ATC’75 in Haren (nabij Groningen). Na een aantal jaar stapte hij over van ATC'75 naar AAC'61 in Assen wegens gebrek aan accommodatie. Daar specialiseerde hij zich onder leiding van Sipko Biemold op de middenafstand. Via Melchert Kok komt hij acht jaar later in contact met Grete Koens. Hij besloot onder Koens te gaan trainen en sinds 2005 zijn focus te verleggen van de 800 m naar de 1500 m.
Dit bleek een goede beslissing. In 2007 kreeg hij bekendheid door op de Nederlandse indoorkampioenschappen in Gent de 1500 m te winnen in 3.54,08, na in de twee voorgaande jaren op deze afstand reeds een zilveren en een bronzen medaille te hebben veroverd. Het jaar erop won hij deze titel opnieuw in 3.50,14.
Begin 2009 gaf Bas Eefting blijk van zijn kunnen door zich begin februari met een persoonlijk record (3.43,77) onder de limiet van 3.44,00 te lopen en zich te kwalificeren voor de Europese indoorkampioenschappen in Turijn. Dit was de eerste maal dat hij bij de senioren doordrong tot een groot toernooi, na vele malen de limiet op een haar gemist te hebben. Na Dennis Licht (3.41,40) en Ate van der Burgt (3.43,09) was hij hiermee de derde atleet, die Nederland op deze afstand zou vertegenwoordigen. Later die maand won hij voor de derde keer op rij de nationale titel op deze afstand.
Op de EK indoor in Turijn kon Eefting in zijn kwalificatierace geen vuist maken. Hij bleef ver verwijderd van zijn eerder dit jaar gelopen tijden en werd met 3.54,62 kansloos tiende.
Momenteel is Eefting aangesloten bij AV Lycurgus in Krommenie. Naast atleet heeft Eefting een eigen marketingbureau VNDG.eu in Zuidlaren.{{bron?}}

## Nederlandse kampioenschappen
Indoor
| Onderdeel | Jaar             |
| --------- | ---------------- |
| 1500 m    | 2007, 2008, 2009 |

## Persoonlijke records
Outdoor
| Onderdeel | Prestatie | Datum            | Plaats   |
| --------- | --------- | ---------------- | -------- |
| 600 m     | 1.21,20   | 25 augustus 2001 | Assen    |
| 800 m     | 1.49,40   | 17 mei 2003      | Hoorn    |
| 1000 m    | 2.25,87   | 30 augustus 2002 | Brussel  |
| 1500 m    | 3.42,62   | 20 mei 2005      | Nijmegen |
| 2000 m    | 5.34,54   | 7 april 2002     | Assen    |

Indoor
| Onderdeel | Prestatie | Datum           | Plaats   |
| --------- | --------- | --------------- | -------- |
| 800 m     | 1.50,51   | 5 februari 2006 | Dortmund |
| 1500 m    | 3.42,77   | 8 februari 2009 | Gent     |

## Palmares

### 800 m
- 2002: 6e NK - 1.51,31
- 2003: 5e NK indoor - 1.53,48
- 2003: 6e NK - 1.50,37
- 2004: 8e NK - 1.52,27
- 2005:  NK - 1.52,89

### 1500 m
- 2005:  NK indoor - 3.53,68
- 2006:  NK indoor - 3.48,66
- 2006:  NK - 3.49,80
- 2007:  NK indoor - 3.54,08
- 2007:  NK - 4.08,41
- 2008:  NK indoor - 3.50,14
- 2009:  NK indoor - 3.47,95
- 2009: 10e in series EK indoor - 3.54,62